# Energia eólica na Dinamarca

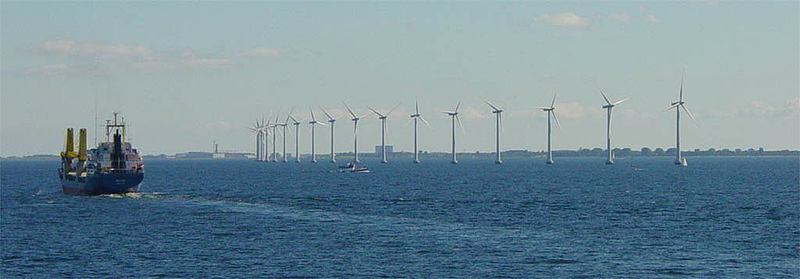
Aerogeradores marítimos próximo à Copenhaga

Energia eólica na Dinamarca

Depois da crise mundial do petróleo na década de 1970, a Dinamarca começou a desenvolver a energia eólica. Em 1988, dois anos após o desastre de Chernobyl, os dinamarqueses aprovaram uma lei proibindo a construção de usinas nucleares.
Os dinamarqueses foram pioneiros no desenvolvimento de energia eólica comercial durante a década de 1970 e hoje quase metade dos aerogeradores ao redor do mundo são produzidos por fabricantes dinamarqueses.

A energia eólica na Dinamarca foi responsável por 30% da eletricidade produzida na Dinamarca em 2012, 
e a capacidade instalada acumulada nos últimos anos é mostrada no quadro abaixo.
| ano  | capacidade eólica instalada (MW) |
| ---- | -------------------------------- |
| 2001 | 2,489                            |
| 2002 | 2,889                            |
| 2003 | 3,116                            |
| 2004 | 3,118                            |
| 2005 | 3,122                            |
| 2006 | 3,136                            |

fontes: Global Wind 2005 Report, p.7
Global Wind 2006 Report, p.9